# Yves Chiron
Yves Chiron (Notre-Dame-de-la-Rouvière, 18 ottobre 1960) è un saggista, giornalista e storico francese.

## Biografia
Studioso di storia delle religioni, specializzato in storia della Chiesa e del cattolicesimo, è noto per le sue biografie dei papi Pio IX, Pio X, Benedetto XV, Pio XI, Giovanni XXIII, Paolo VI, tradotte in varie lingue. A lui si devono anche delle inchieste storiche sulle cause di beatificazione e canonizzazione, sulle apparizioni mariane, sui miracoli di Lourdes, su Padre Pio e una biografia di padre Roger de Taizé.
Si è anche interessato di storia del nazionalismo francese e della controrivoluzione: tra le sue prime opere, figura una biografia di Maurice Barrès nel 1986, a cui seguirono, nel 1987, uno studio su Edmund Burke e, nel 1991, una biografia di Charles Maurras.
Dal 2008, succedendo a Jean-Pierre Lobies, dirige il Dictionnaire de biographie française.
Cattolico, vicino all'area dei  tradizionalisti, è stato collocato tra i cosiddetti guénoniani da Jean-Yves Camus e René Monzat.
Ha collaborato con Écrits de Paris e il settimanale Rivarol, e anche con Présent fino a giugno 2014, data in cui ha abbandonato il quotidiano, in quanto in disaccordo con la nuova linea editoriale..
Collabora con La Nef, Figaro Histoire e Sedes Sapientiae.
Nel 1999 ha fondato il Bulletin Charles Maurras (divenuto Maurassiana nel 2006) e le edizioni BCM, con le quali pubblica Aletheia, un bollettino d'informazione religiosa (15 numeri all'anno).

## Opere
- Padre Pio : una strada di misericordia, Milano, Paoline, 1997.
- Inchiesta sui miracoli di Lourdes, Torino, Lindau, 2006.
- Pio XI : il papa dei Patti lateranensi e dell'opposizione ai totalitarismi, Cinisello Balsamo, San Paolo, 2006.
- Frère Roger : 1915-2005 : il fondatore di Taizé, Cinisello Balsamo, San Paolo, 2009.
- Paolo VI : un papa nella bufera, Torino, Lindau, 2014.